# Delta C

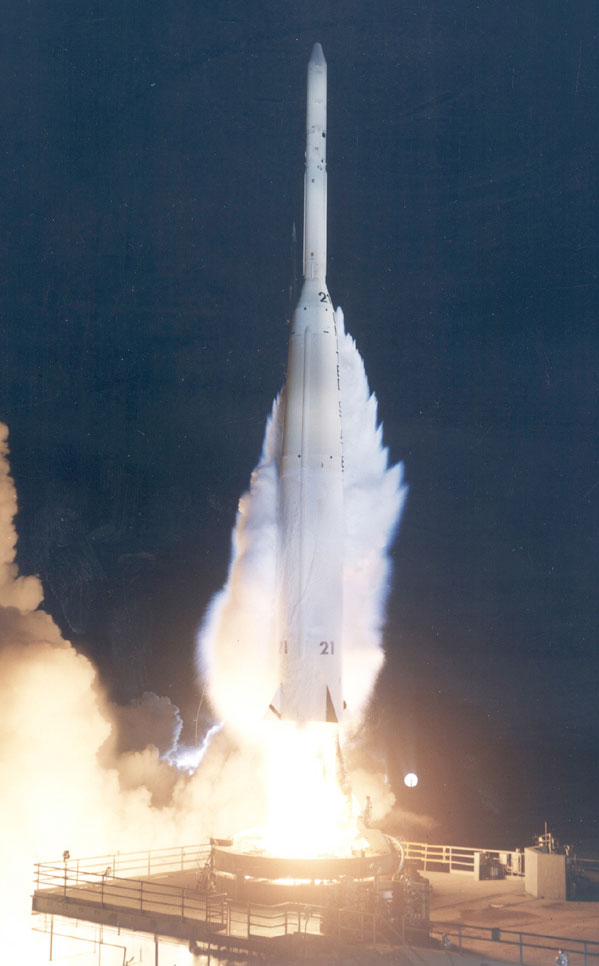
Foguete Delta C

O Delta C foi um foguete dos estadunidense que prestou serviço entre 1963 e 1967.

## Características
O Delta C foi um foguete leve da família de foguetes Delta que foi usado onze vezes entre 1963 e 1967, com um único fracasso. Praticamente idêntico ao Delta B, mas com um terceiro estágio mais avançado, tinha três estágios e era capaz de colocar 82 kg de carga na órbita de transferência geoestacionária.

## Histórico de lançamentos
| Voo      | Data                   | Plataforma de lançamento            | Carga       | Resultado | Notas                       |
| -------- | ---------------------- | ----------------------------------- | ----------- | --------- | --------------------------- |
| 387/D-21 | 27 de novembro de 1963 | Plataforma LC-17B do Cabo Canaveral | Explorer 18 | Êxito     | Primeiro voo de um Delta C. |
| 392/D-26 | 4 de outubro de 1964   | Plataforma LC-17A do Cabo Canaveral | Explorer 21 | Êxito     |                             |
| 393/D-27 | 21 de dezembro de 1964 | Plataforma LC-17A do Cabo Canaveral | Explorer 26 | Êxito     |                             |
| 374/D-28 | 2 de janeiro de 1965   | Plataforma LC-17A do Cabo Canaveral | Tiros 9     | Êxito     |                             |
| 411/D-29 | 3 de fevereiro de 1965 | Plataforma LC-17B do Cabo Canaveral | OSO 2       | Êxito     |                             |
| 441/D-31 | 29 de maio de 1965     | Plataforma LC-17B do Cabo Canaveral | Explorer 28 | Êxito     |                             |
| 415/D-32 | 2 de xullo de 1965     | Plataforma LC-17B do Cabo Canaveral | Tiros 10    | Êxito     |                             |
| 434/D-33 | 25 de agosto de 1965   | Plataforma LC-17B do Cabo Canaveral | OSO C       | Falha     |                             |
| 445/D-36 | 3 de fevereiro de 1966 | Plataforma LC-17A do Cabo Canaveral | ESSA 1      | Êxito     |                             |
| 431/D-46 | 8 de março de 1967     | Plataforma LC-17A do Cabo Canaveral | OSO 3       | Êxito     |                             |
| 490/D-53 | 18 de outubro de 1967  | Plataforma LC-17B do Cabo Canaveral | OSO 4       | Êxito     | Último voo de um Delta C.   |